# Comuna Taniușivka, Novopskov
Taniușivka (în ucraineană Танюшівка) este o comună în raionul Novopskov, regiunea Luhansk, Ucraina, formată din satele Berezivka, Kosteantînivka, Pelaheiivka, Sînelnîkove, Sosnivka și Taniușivka (reședința).

## Demografie
Componența lingvistică a comunei Taniușivka
     Ucraineană (95,85%)
     Rusă (2,41%)
     Alte limbi (1,74%)
Conform recensământului din 2001, majoritatea populației comunei Taniușivka era vorbitoare de ucraineană (95,85%), existând în minoritate și vorbitori de rusă (2,41%).